# 25D/Neujmin
La cometa Neujmin 2, formalmente 25D/Neujmin, è una cometa periodica del Sistema solare, appartenente alla famiglia delle comete gioviane  e scoperta il 24 febbraio 1916 da Grigorij Nikolaevič Neujmin dall'osservatorio di Simeiz, in Crimea.
La scoperta fu confermata il 1º marzo da George Van Biesbroeck, dall'Osservatorio Yerkes, e da Frank Watson Dyson, dall'Osservatorio di Greenwich. La scoperta avvenne in prossimità della data del perielio, calcolato per l'11 marzo 1916, ed in occasione di un avvicinamento della cometa alla Terra, 0,38 UA raggiunte il 25 febbraio. La cometa si presentò come un oggetto della 11ª magnitudine.
Il ritorno del 1921, secondo una previsione di Andrew Crommelin, sarebbe stato sfavorevole ed in effetti non furono registrate osservazioni. La predizione successiva per il 1927 permise di osservarne il ritorno.
Le ricerche nei successivi ritorni non sono state coronate da successo e la cometa non è stata più osservata dal 1927 ed oggi è considerata perduta.